# Куско (регіон)

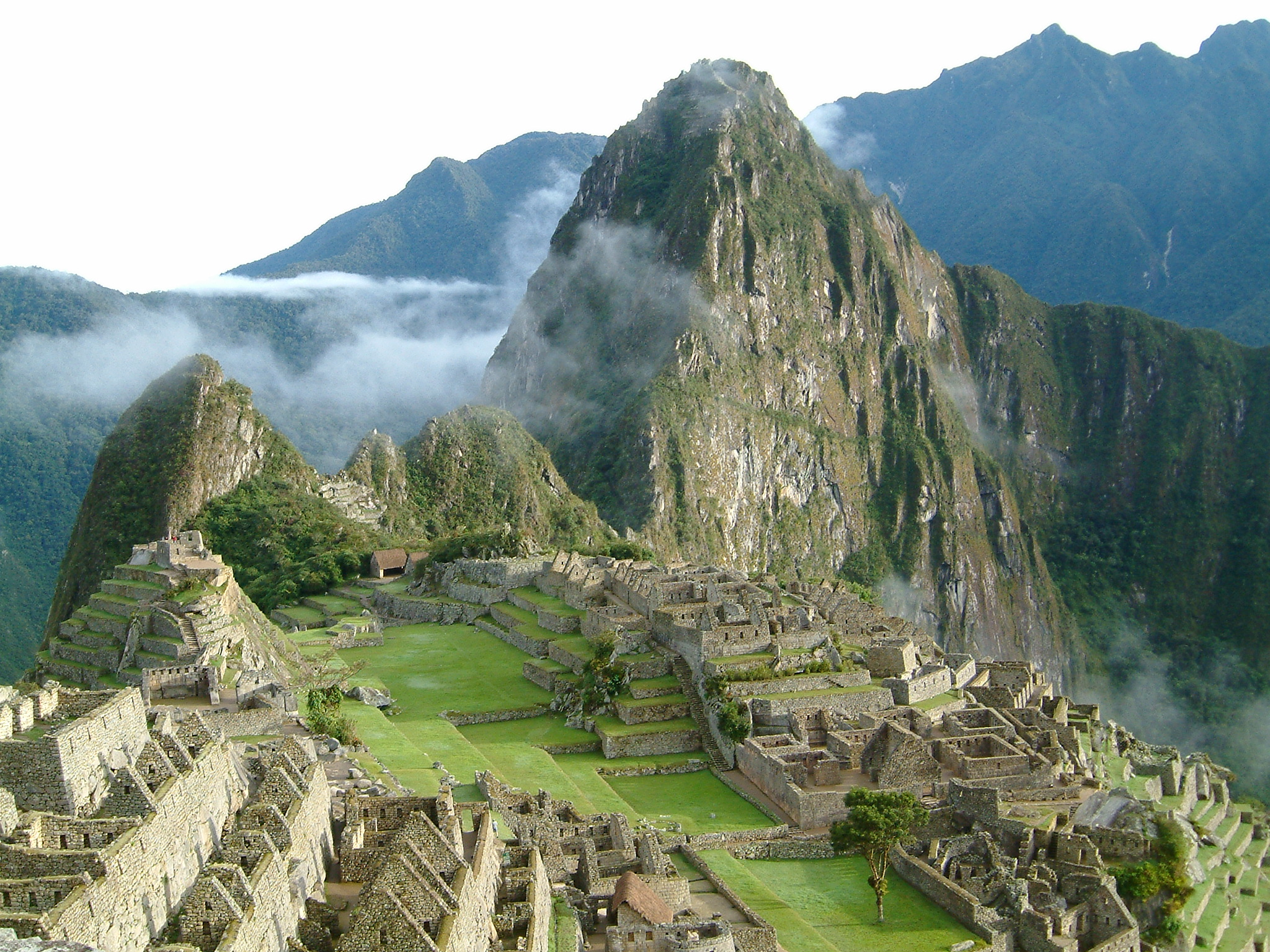
Мачу Пікчу, загублене місто Інків

Куско (ісп. Cusco, повна назва Región Cusco, кечуа Qusqu suyu) — регіон на південному сході Перу. Межує з регіонами Укаялі на півночі, Мадре-де-Дьйос і Пуно на сході, Арекіпа на заході та Апурімак, Аякучо і Хунін на заході. Столиця регіону — місто Куско, колишня столиця Тавантісую або Імперії Інків.